# 中国共产党第十九届中央委员会候补委员列表
中国共产党第十九次全国代表大会于2017年10月18日至24日在北京召开。大会选举产生中国共产党第十九届中央委员会候补委员172名。本届任期内共有5名候补委员递补为中央委员，2名候补委员逝世，1名候补委员被开除党籍，1名候补委员受到党内纪律处分。

## 委员名单
- 中国共产党第十九次全国代表大会选举产生第十九届中央委员会候补委员172名（按得票多少为序排列；得票相等的，按姓氏笔画为序排列）：[1]
  - 递补为中央委员5人：马正武、马伟明[2]、马国强（回族）、王宁、王伟中[3]
  - 王永康[註 1]、王旭东、王秀斌、王君正、王春宁、冯建华、曲木史哈（彝族）、任学锋、刘宁、刘发庆、刘晓凯（苗族）、严金海（藏族）、严植婵（女）、李群、李景浩（朝鲜族）、杨宁（女，白族）、杨伟、肖莺子（女，壮族）、吴强（侗族）、吴存荣、吴杰明、吴胜华（布依族）、邹铭、沈春耀、宋国权、张广军、张玉卓、张志芬、张振中、张敬华、陈刚、陈一新、陈海波、林少春、杭义洪、欧阳晓平、罗布顿珠（藏族）、罗红江（傣族）、罗清宇、金东寒、周波、周琪、周乃翔、官庆、赵玉沛、赵爱明（女）、赵德明（瑶族）、郝平、胡文容、胡衡华、段春华、禹光、姜志刚、贺东风、贺军科、贾玉梅（女）、徐忠波、徐海荣、徐新荣、高广滨、郭东明、唐一军、唐登杰、黄民强、黄国显、黄莉新（女）、黄晓薇（女）、曹建国、常丁求、崔玉忠、麻振军、梁田庚、寇伟（白族）、彭金辉（彝族）、程连元、傅兴国、谢春涛、蓝天立（壮族）、蔡剑江、裴金佳、谭作钧、戴厚良、于绍良、马顺清（回族）、王宏、王兆力、王京清、王晓云（女）、王恩东、方向、孔昌生、邓小刚（解放军）、艾尔肯·吐尼亚孜（维吾尔族）、石正露、申长雨、冯正霖、吕军、李佳、李玉超、李晓波、杨光跃（纳西族）、吴朝晖、何雅玲（女）、张工、张江汀、张福海、陈旭（女）、陈四清、范锐平、易纲、易会满、易炼红、赵欢、赵一德、钟登华、信长星、施小琳（女）、钱智民、郭明义、唐华俊、唐良智、黄志贤、葛慧君（女）、景俊海、程丽华（女）、傅自应、焦彦龙、雷凡培、慎海雄、蔡松涛、颜晓东、潘功勝、马廷礼（回族）、王海、王曦、王印芳、王艳玲（女）、毛万春、乌兰（女，蒙古族）、尹弘、田国立、乐玉成、刘石泉、孙大伟、阴和俊、陈青（女）、胡昌升、曹淑敏（女）、缪建民、魏钢、王炯、王文涛、毛伟明、邓小刚、任洪斌、李静（女）、李应红、吴晓光、宋鱼水（女）、庹震、潘岳、丁业现、王莉霞（女，蒙古族）、宁吉喆、杨金成、舒庆（满族）、姚增科
- 任内逝世：任学锋、官庆
- 开除党籍：张敬华[3]
- 撤销党内职务：李佳[3]